# Стриженова Ліонелла Іванівна
Ліонелла Іванівна Стриженова (у першому шлюбі Пир'єва, до шлюбів Скирда; нар. 15 березня 1938, Одеса, УРСР, СРСР) — радянська і російська акторка. Заслужена артистка РРФСР (1991).

## Біографія
Ліонелла Скирда народилася 15 березня 1938 року в Одесі. У 1957 році поступила в Російський інститут театрального мистецтва на курс учнів К. С. Станіславського і В. І. Немировича-Данченка (викладачі акторської майстерності народна артистка СРСР Ольга Андровська і народний артист РРФСР Г. Г. Кінський). В 1961 році закінчила Російський інститут театрального мистецтва ім. А. В. Луначарського.
У 1961—1964 роках — акторка драматичного театру ім. К. С. Станіславського, з 1964 року — акторка Театру-студії кіноактора.

## Нагороди
- Заслужена артистка РРФСР (1991)[3].

## Фільмографія
| Рік  |   | Назва                             | Роль                        |    |
| ---- | - | --------------------------------- | --------------------------- | -- |
| 1956 | ф | Капітан «Старої черепахи»         | подруга Каті (нет в титрах) | ру |
| 1961 | ф | Вільній вітер                     | Стелла                      | ру |
| 1963 | ф | Постріл в тумані                  | Маріа Миронова              | ру |
| 1965 | ф | Світло далекої зірки              | Ольга Олексіїевна Миронова  | ру |
| 1966 | ф | Людина без пашпорту               | Ольга Петрівна Гончарова    | ру |
| 1968 | ф | Господар тайги                    | повариха Нюрка              | ру |
| 1968 | ф | Брати Карамазови                  | Грушенька                   | ру |
| 1969 | ф | Небезпечні гастролі (фільм, 1969) | Софі (Олександра), актрорка | ру |
| 1975 | ф | Остання жертва                    | Кругла                      | ру |
| 1984 | ф | Пан Великий Новгород              | Любов                       | ру |
| 1986 | ф | Мій улюблений клоун               | Мальва Миколаївна           | ру |
| 1987 | ф | Оголошенню не підлягає            | Валерія Павлівна            | ру |

## Озвучування
| Рік  |   | Назва             | Роль |    |
| ---- | - | ----------------- | ---- | -- |
| 1994 | ф | Легенда гори Тбау |      | ру |

## Ппосилання
- Інтерв'ю з Ліонеллою і Олегом Стриженовими [Архівовано 11 січня 2015 у Wayback Machine.]
- Літопис друкованих творів образотворчого мистецтва Фото актриси тиражем 100.000 примірників.